# Jasione bulgarica
Jasione bulgarica är en klockväxtart som beskrevs av Nikolai Andreev Stojanov och Stef. Jasione bulgarica ingår i släktet blåmunkssläktet, och familjen klockväxter.
Artens utbredningsområde är Bulgarien. Inga underarter finns listade i Catalogue of Life.